# Rudebeckia natalensis
Rudebeckia natalensis är en kackerlacksart som beskrevs av Karlis Princis 1963. Rudebeckia natalensis ingår i släktet Rudebeckia och familjen småkackerlackor. Inga underarter finns listade i Catalogue of Life.